# Centre National de Tir Sportif
Das Centre National de Tir Sportif (deutsch Nationales Zentrum des Schießsports) ist ein Schießstand in Déols, einer Nachbargemeinde der Stadt Châteauroux.

## Geschichte
Im Jahr 2012 begannen die Planungen für den Bau eines nationalen Zentrums des französischen Schießsportverbandes. Dieser erwarb ein 80 Hektar großes Gelände am Rande von Châteauroux in der Gemeinde Déols. Im März 2016 begannen die Bauarbeiten des Centre National de Tir Sportif, welches im Mai 2018 eröffnet wurde. Bereits im Jahr 2017 fanden auf der Anlage die Weltmeisterschaften mit der Handfeuerwaffe statt. Im Jahr 2018 und 2022 wurden zudem die Weltmeisterschaften im Paraschießen im Centre National de Tir Sportif ausgetragen.
Im Juli 2022 wurde die Sportstätte zum Austragungsort für die Schießwettkämpfe der Olympischen Sommerspiele 2024 in Paris bestimmt.